# Huracà Florence (2006)
L'Huracà Florence va ser el primer huracà de l'atlàntic que produí vents huracanats a les Bermudes des que l'huracà Fabian colpejava l'illa el setembre de 2003. Va ser la setena tempesta tropical i el segon huracà de la temporada d'huracans de l'Atlàntic de 2006. Florence es va desenvolupar a partir d'una ona tropical a l'àrea tropical de l'oceà Atlàntic el 3 de setembre i va seguir la mateixa trajectòria que un huracà de tipus Cap Verd. A causa de les condicions desfavorables, els sistema al principi fracassà en organitzar-se, i donava peu a una tempesta en creixement d'una mida inusualment gran. Després de diversos dies, Florence entrà en una àrea amb un cisallament del vent baix i s'intensificà en huracà el 10 de setembre. Florence passava per l'oest de les Bermudes mentre es retorcia en direcció nord-oest, i el 13 de setembre feia la transició a una cicló extratropical.